# 你要這個
《你要這個》（英語：You Want This）是美國黑人女歌手珍娜·傑克森在1994年10月發行的單曲，這首單曲在美國告示牌以及英國排行榜分別獲得第8名以及第14名的成績。

## 資料

### 單曲簡介
〈你要這個〉是珍娜·傑克森第五張錄音室專輯《珍娜》（英語：janet.）所發行的第六首單曲，這首歌曲部分取樣自1968年至上女声组合的冠軍單曲〈Love Child〉以及1973年库尔伙伴合唱团的經典歌曲〈Jungle Boogie〉，經過珍娜·傑克森和吉米·吉姆與特里·李維斯重新填詞與譜曲，終才誕生〈你要這個〉，它同時也是一首向樂壇前輩致敬的歌曲。〈你要這個〉是首節奏藍調式流行舞曲，主旨在描述女孩子要勇於做自己，追求自己想要的。

### 商業成績
〈你要這個〉是專輯《珍娜》所發行的第六首單曲，前面五首單曲依序為〈愛就是這樣〉（8週冠軍）、〈如果〉（第4名）、〈再一次〉（2週冠軍）、〈因為愛〉（第10名）以及〈無論何時何地〉（第2名）。〈你要這個〉和另外一首全新未曝光單曲〈70's Love Groove〉共同發行，1994年10月22日進入告示牌單曲榜，首週成績為第60名，12月24日來到它最高成績第8名，這首單曲在榜內共停留了22週，在1995年告示牌年終百大單曲中排名第64名。
〈你要這個〉在英國單曲榜最高成績獲得第14名。

### 獎項評價紀錄
〈你要這個〉獲得告示牌單曲榜第8名，是珍娜·傑克森在該榜連續獲得的第14首TOP 10單曲。日後她也將締造連續18首TOP 10單曲的紀錄。